# Elementary OS
Az Elementary OS egy Ubuntu alapú Linux disztribúció. Első verziója 2011. március 31-jén jelent meg, ez volt az Elementary OS 0.1 Jupiter. A rendszer csak 64 bites architektúrával rendelkezik. A saját fejlesztésű Pantheon felületet használja, ami a GNOME-ra épült. Gondosan válogatott alkalmazásokkal került forgalomba, amelyek megfelelnek a mindennapi igényeknek. Az Epiphany webböngészőt használja, amely ellátja azokat a legalapvetőbb feladatokat, ami a böngészéshez kell. 

## Kiadások
| Verzió | Név     | Kiadás dátuma       | Alapul szolgáló linux architektúra |
| ------ | ------- | ------------------- | ---------------------------------- |
| 0.1    | Jupiter | 2011. március 31.   | Ubuntu 10.10                       |
| 0.2    | Luna    | 2013. augusztus 10. | Ubuntu 12.04 LTS                   |
| 0.3    | Freya   | 2015. április 11.   | Ubuntu 14.04 LTS (trusty)          |
| 0.3.1  | Freya   | 2015. szeptember 3. | Ubuntu 14.04 LTS (trusty)          |
| 0.3.2  | Freya   | 2015. december 9.   | Ubuntu 14.04 LTS (trusty)          |
| 0.4    | Loki    | 2016. szeptember 9. | Ubuntu 16.04 LTS (xenial)          |
| 0.4.1  | Loki    | 2017. május 17.     | Ubuntu 16.04.2 LTS (xenial)        |
| 5.0    | Juno    | 2018, október 16.   | Ubuntu 18.04 LTS (bionic)          |
| 5.1    | Hera    | 2019. december 3.   | Ubuntu 18.04 LTS (bionic)          |
| 6.0    | Odin    | 2021. augusztus 10. | Ubuntu 20.04 LTS (focal)           |
| 6.1    | Jólnir  | 2021. december 20.  | Ubuntu 20.04 LTS (focal)           |
| 7.0    | Horus   | 2023. január 1.     | Ubuntu 22.04 LTS (jammy)           |
| 7.1    | Horus   | 2023. október 3.    | Ubuntu 22.04 LTS (jammy)           |
| 8.0    | Circe   | 2024. november 26.  | Ubuntu 24.04 LTS (noble)           |